# Team Felbermayr-Simplon Wels
Felbermayr–Simplon Wels (código da equipe na UCI: RSW) é uma equipe de ciclismo continental com sede na Áustria. Criada em 2004, a equipe compete em provas dos Circuitos Continentais da UCI.